# Janopol (rejon werenowski)
Janopol (biał. Янапаль, Janapal; ros. Янополь, Janopol) – wieś na Białorusi, w obwodzie grodzieńskim, w rejonie werenowskim, w sielsowiecie Raduń.
W XIX w. folwark. W dwudziestoleciu międzywojennym kolonia. Leżał wówczas w Polsce, w województwie nowogródzkim, w powiecie lidzkim, w gminach Aleksandrowo (do 1925), Mackiszki (1925 - 1929) oraz Raduń (od 1929). Po II wojnie światowej w granicach Związku Radzieckiego. Od 1991 w niepodległej Białorusi.